# Stora Täsen
Stora Täsen är en sjö i Filipstads kommun i Värmland och ingår i Göta älvs huvudavrinningsområde.